# 索菲·卡羅琳 (布蘭登堡-庫爾姆巴赫)
索菲·卡羅琳（德語：Sophie Karoline，1705年3月31日—1764年6月7日），東菲士蘭親王妃，克里斯蒂安·海因里希的女兒。

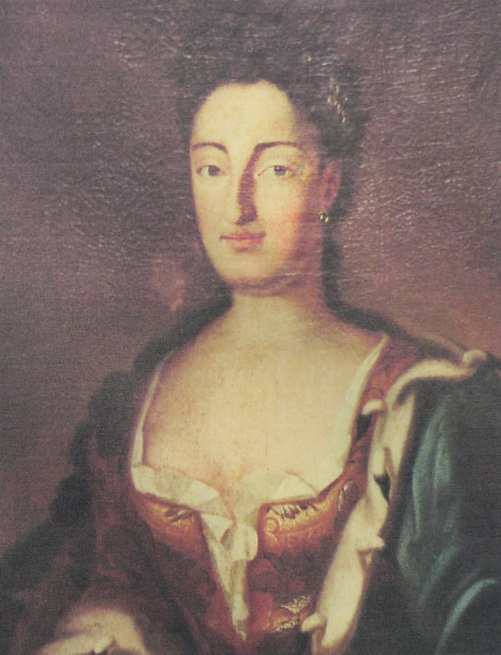
索菲·卡羅琳

1723年，索菲·卡羅琳與東菲士蘭親王格奧爾格·阿爾布雷希特結婚，兩人沒有子女。